# Develi, Menderes
Develi là một xã thuộc huyện Menderes, tỉnh İzmir, Thổ Nhĩ Kỳ. Dân số thời điểm năm 2010 là 1.987 người.